# Травматичний токсикоз
Травматичний токсикоз, або Синдром тривалого здавлення — синдром тривалого розтрощування тканин, що виникає при тривалому стисканні ділянок тіла важкими предметами або при тривалому перебуванні в одному положенні на твердій поверхні чи фіксованому положенні (як от застрягання в селевій багнюці). 
Синдром тривалого здавлювання (СТЗ) — надзвичайно тяжке пошкодження, яке може виникати при тривалому здавлюванні тканин через усмоктування продуктів порушеного обміну речовин. Також відомий як Синдром тривалого стиснення (СТС), Синдром тривалого роздавлювання тканин (СТРТ), Синдром тривалого роздавлювання (СТР), Синдром Байуотерса, Краш-синдром, м'язово-нирковий (міоренальний) синдром, травматичний рабдоміоліз.

## Причини розвитку
Найчастіше в мирний час СТЗ розвивається внаслідок стихійних лих, катастроф, ДТП, вживання певних психотропних засобів та наркотиків (героїн, дезоморфін) тощо.

## Механізм розвитку СТЗ та симптоматика
Пусковим механізмом СТЗ є звільнення від здавлювання — декомпресія. 
- У перші години після декомпресії стан постраждалого може бути задовільним і не викликати у сторонніх занепокоєння. Це може привести до недооцінки тяжкості пошкодження, неповноцінного надання допомоги й до загибелі постраждалого.
- Відразу після декомпресії на кінцівці видно садна, заглибини, що повторюють форму предметів, які здавлювали, шкіра кінцівки бліда, місцями помірно синюшна, холодна на дотик, чутливість відсутня.
- Через 30-40 хв починає розвиватися набряк. Загальний стан різко погіршується через 2-3 години після декомпресії, з'являються жага, нудота, блювання, в'ялість, сонливість та швидко розвивається гостра ниркова недостатність.
- Через 6-12 годин після звільнення від здавлювання виникає тяжкий стан, викликаний всмоктуванням великої кількості токсинів з пошкоджених м'язових тканин та блокування нирок токсичними продуктами розпаду (міоглобінурія). Розвивається гостра ниркова недостатність. Смерть настає від ниркової коми.

Якщо постраждалий знаходиться довго у стані здавлювання (більше 4 годин) у нього виявляють спрагу та різке знесилення організму. З часом симптоми зневоднення організму (гіповолемічний шок) підсилюються і у такої людини стають сухі та потріскані губи і шкіра, очі можуть «западати», знижується артеріальний тиск.

## Періоди розвитку травматичного токсикозу
У розвитку травматичного токсикозу розрізняють три періоди: ранній, проміжний та пізній.
- Ранній період характеризується збудженням. Потерпілий намагається звільнитися від предмета, що його здавлює, просить допомоги.
- Після перебування у такому стані протягом 1,5—2 год розвивається проміжний період. В організмі починають проявлятися токсичні явища. Збудження проходить, потерпілий інколи впадає в дрімотний стан, відчуває загальну слабкість, сухість у роті, спрагу.
- В пізній період стан людини різко погіршується: знову з'являється збудження, неадекватна реакція на навколишній світ, потерпілий марить, може бути озноб, блювання. Зіниці потерпілого спочатку сильно звужуються, а через деякий час розширюються. Пульс слабкий, частий. У тяжких випадках наступає смерть

## Надання першої допомоги при СТЗ
- Якщо є можливість, одразу починають внутрішньовенну інфузію (бажано без препаратів, що містять калій).
- Усунути причину здавлювання.
- Якщо кінцівки мають синюшний колір, холодні й сильно травмовані, на них накладають джгут, але не сильно затягують, щоб не порушити кровообіг. Це уповільнить розповсюдження кров'ю токсичних речовин з розтрощених ділянок. Якщо кінцівки теплі на дотик, пошкоджену кінцівку обкласти ватою чи іншим м'яким матеріалом і туго забинтувати звичайним чи еластичним бинтом.
- Травмовану кінцівку обкладають пакетами з льодом або холодною водою, накладають транспортну шину, як при переломі.
- Якщо є можливість, то вище місця накладення джгута чи бинта кінцівку обколюють новокаїном (при відсутності алергії на нього).
- Обов'язково необхідно ввести знеболювальні та серцеві засоби.
- Якщо постраждалий може пити рідину, з перших хвилин допомоги рекомендується дати випити теплий напій (чай, каву з невеликою кількістю соди — 2 ч.л. соди на 0,5л рідини). Сода сприяє відновленню кислотно-лужної рівноваги, а рідина — виведенню токсинів з організму з сечею. Кількість першої пероральної порції рідини має бути невеликою, особливо при масивному і/чи довготривалому перебуванні у стані здавлювання.
- Потерпілого тепло закутати та обережно транспортувати у лікарню.

## Подальше лікування
Подальше лікування в лікарні полягає в відновленні водного балансу різними шляхами, відповідній хірургічній обробці пошкоджених ділянок та заміщення функції нирок (гемодіаліз) до часу відновлення їх функції або до переходу в хронічну хворобу нирок (хронічна ниркова недостатність).
У критичних випадках, коли симптоми інтоксикації організму наростають, незважаючи на лікування, вдаються до ампутації травмованої ділянки (якщо це можливо).